# White Bird (film)
White Bird is een Amerikaanse dramafilm uit 2023. De film is gebaseerd op het gelijknamig stripverhaal en is zowel een prequel als een sequel op de film Wonder uit 2017.

## Verhaal
Nadat Julien is overgeplaatst naar een nieuwe school, vanwege het pesten van Augie, heeft hij moeite om erbij te horen. Dan komt zijn oma op bezoek en vertelt het verhaal hoe zij de Tweede Wereldoorlog overleeft heeft dankzij een klasgenoot. 

## Rolverdeling
| Acteur                   | Personage                 | Opmerkingen                           |
| ------------------------ | ------------------------- | ------------------------------------- |
| Bryce Gheisar            | Julian Albans             |                                       |
| Priya Ghotane            | Rahmiya                   |                                       |
| Randy Duke               | Doorman                   |                                       |
| Helen Mirren             | Grand-mère                |                                       |
| Laura Hudeckova          | Sara (age 5 and 8)        | Oma van Julian                        |
| Ishai Golan              | Max Blum                  |                                       |
| Olivia Ross              | Rose Blum                 |                                       |
| Ariella Glaser           | Sara Blum                 | Oma van Julian                        |
| Mia Kadlecova            | Sophie                    |                                       |
| Selma Kaymakci           | Mariann                   |                                       |
| Orlando Schwerdt         | Julien Beaumier           | Jongen die Sara helpt bij onderduiken |
| Jem Matthews             | Vincent                   |                                       |
| Jordan Cramond           | Jerome                    |                                       |
| Yelisey Kazakevich       | Henri                     |                                       |
| Vladimír Javorský        | Georges / Cinema Owner    |                                       |
| Cyril Dobrý              | French Resistance #1      |                                       |
| Jeremy Tichy             | French Resistance #2      |                                       |
| Patsy Ferran             | Mlle Petitjean            |                                       |
| Samuel Talacko           | Claude                    |                                       |
| Markéta Richterová       | Madame Ballou             |                                       |
| Stuart McQuarrie         | Pastor Luc                |                                       |
| Beatrice Holdingova      | Ruth                      |                                       |
| Mac Clemons              | Antoine                   |                                       |
| Krystof Bartos           | School Round-Up Commander |                                       |
| Martin David             | Tall German Soldier       |                                       |
| Sebastian Jacques        | German Soldier            |                                       |
| Jirí Vojta               | French Gendarme #1        |                                       |
| Ondrej Novak             | French Gendarme #2        |                                       |
| Gillian Anderson         | Vivienne Beaumier         |                                       |
| Jo Stone-Fewings         | Jean Paul Beaumier        |                                       |
| Jim High                 | Milice Commander          |                                       |
| Simon Mestdagh           | Milice Officer #1         |                                       |
| Zuko Garagic             | Milice Officer #2         |                                       |
| Ales Bílík               | French Resistance #3      |                                       |
| James Beaumont           | Pastor Robert             |                                       |
| Stepanka Sigmundova      | Woman in Paris            |                                       |
| Zuzana Hodkova           | Madame Lafleur            |                                       |
| Miroslav Táborský        | Monsieur Lafleur          |                                       |
| John Comer               | Sewer Worker              |                                       |
| John Bubniak             | French Gendarme #3        |                                       |
| Florian Kohler           | French Gendarme #4        |                                       |
| Garrett Moore            | Road Block Commander      |                                       |
| Miroslav Lhotka          | German Troop              |                                       |
| Roman Horak              | Milice Driver             |                                       |
| Filip Finkelstejn        | German Sharp Shooter      |                                       |
| Stanislav Callas         | German Soldier #2         |                                       |
| Martina Slukova          | Nervous Patient           |                                       |
| Daniel Brown             | Brave Patient             |                                       |
| Jakub Laurych            | Bandaged Patient          |                                       |
| Harry Thompson           | Bearded Patient           |                                       |
| Tatjana Medvecka         | Madame Bernstein          |                                       |
| Philip Lenkowsky         | Rabbi Bernstein           |                                       |
| Jiri Kraus               | Farm Truck Driver         |                                       |
| Tabea Lara Riek          | Sara (age 25 and 40)      | Oma van Julian                        |
| Rebecca Monaghan         | Sara's Daughter (age 14)  |                                       |
| Luis Eduard Tames        | Sara's Son (age 9)        |                                       |
| Sean Brodeur             | Older Sara's Groom        |                                       |
| Octavio Molina           | Best Man #1               |                                       |
| Nick Saaf                | Best Man #2               |                                       |
| Damian Odess-Gillett     | Event Organizer           |                                       |
| Timon McLean             | Friend of Dillon          |                                       |
| Adam Bakule              | Arlo                      |                                       |
| Anise Napoleono Dos Reis | Lucy                      |                                       |
| Lily Mac                 | Phoebe                    |                                       |

## Uitgave
De film is in 2021 opgenomen en de planning was om in september 2022 uitgegeven te worden. De uitgave werd vervolgens uitgesteld naar oktober 2022. Vervolgens werd de uitgave volledig uit de planning gehaald.
Later werd aangekondigd dat de film op 18 augustus 2023 uit zou komen voor beperkt publiek en een volledige uitgave op 25 augustus. Door de SAG-AFTRA staking en WGA staking ging ook dat niet door.. Uiteindelijk kwam de film op 4 oktober 2023 in de Amerikaanse bioscopen. De film had zijn wereldpremière op 30 juli 2023 op het San Francisco Jewish Film Festival.

## Ontvangst
Op Rotten Tomatoes scoorde de film een 7,4 op basis van 47 reviews.